# Semiothisa compsa
Semiothisa compsa là một loài bướm đêm trong họ Geometridae.